# Rusłan Kambołow
Rusłan Aleksandrowicz Kambołow (ros. Руслан Александрович Камболов, ur. 1 stycznia 1990 we Władykaukazie) – rosyjski piłkarz grający na pozycji środkowego obrońcy w Arsienale Tuła.

## Kariera klubowa
Swoją karierę piłkarską Kambołow rozpoczął w 2006 roku w klubie Lokomotiw Moskwa. W 2007 roku awansował do pierwszego zespołu Lokomotiwu. W Priemjer-Lidze zadebiutował 2 września 2007 w wygranym 2:0 wyjazdowym meczu z FK Rostów. W debiutanckim sezonie zdobył z Lokomotiwem Puchar Rosji. W 2011 roku został wypożyczony do FK Niżny Nowogród, w którym swój debiut w pierwszej dywizji zaliczył 4 kwietnia 2011 w wygranym 2:1 domowym meczu z Wołgarem-Gazprom Astrachań. Spędził w nim pół roku. W październiku 2011 Kambołow został zawodnikiem Wołgaru-Gazprom Astrachań. Swój debiut w nim zanotował 3 października 2011 w wygranym 1:0 wyjazdowym meczu z Fakiełem Woroneż. W Wołgarze grał do końca sezonu 2012/2013. Latem 2013 Kambołow został zawodnikiem klubu Nieftiechimik Niżniekamsk. Zadebiutował w nim 7 lipca 2013 w zremisowanym 1:1 wyjazdowym meczu z Angusztem Nazrań, gdzie spędził pół sezonu.
W 2014 roku Kambołow przeszedł do Rubinu Kazań, którego barwy reprezentował do 2019 roku, wtedy to przeszedł do FK Krasnodar.

## Kariera reprezentacyjna
W reprezentacji Rosji, zadebiutował 31 marca 2015 w towarzyskim meczu z Kazachstanem, (0:0) rozegranym na stadionie w Chimkach.